# Лихтенштейн, Исаак
Исаак Лихтенштейн (венг. Lichtenstein Izsák, по документам Игнац, венг. Ignatz; 9 апреля 1825 — 16 октября 1908) — венгерский ортодоксальный (неологический) раввин, известный тем, что открыто признавал Иисуса как Мессию, проповедуя Новый Завет в синагоге. Хотя при этом он отказывался креститься в христианскую веру всю свою жизнь, в конце концов ему пришлось оставить раввинат в 1892 году.
В 1888 году его посетил шотландский священник и евангелист Александр Нил Сомервилл. Его биография появилась в миссионерском журнале епископальных методистов «Евангелие по всей Земле» (англ. The Gospel in All Lands) в 1894 году. Еврейский историк Готтгард Дейтш, редактор еврейской энциклопедии, в статье, опубликованной 3 февраля 1916, упоминает о нём в ходе опровержения заявления главного раввина Лондона, что ни один раввин никогда не обращался в христианство.
Лихтенштейн занимает уникальное место в истории еврейско-христианских отношений. Его решение остаться в еврейской общине, свидетельствуя об Иисусе, отличало его от большинства современных обращённых. Последователи мессианского иудаизма, который по мнению большинства христиан и иудеев является христианской деноминацией, позже упоминали его в качестве примера «Еврейского верующего в Иисуса» рубежа XIX века. Вспоминая о своём первом контакте с Евангелием, Лихтенштейн сказал: «Я ожидал шипов, а нашёл розы».